# Horní Adršpach (przystanek kolejowy)
Horní Adršpach – przystanek kolejowy w miejscowości Horní Adršpach, w kraju hradeckim, w Czechach. Znajduje się na wysokości 560 m n.p.m.
Jest zarządzany przez Správę železnic. Na przystanku nie ma możliwości zakupu biletów, a obsługa podróżnych odbywa się w pociągu.

## Linie kolejowe
- 047 Trutnov - Teplice nad Metují